# 698 هـ
698 هـ هي سنة في التقويم الهجري امتدت مقابلةً في التقويم الميلادي بين سنتي 1298 و1299.

## أحداث
- قيام الدوله العثمانيه

## مواليد
- ابن جابر الأندلسي، شاعر وكاتب توفي عام 780 هجرية.
- ابن السلار الشافعي
- ابن عقيل
- اليافعي

## وفيات
- بهاء الدين بن النحاس